# Serpil Tamur
Serpil Bodrumlu, coniugata Tamur (Rodi, 19 maggio 1944), è un'attrice e regista turca, nota per aver interpretato il ruolo di Azize "Nonnina" Saraçoğlu nella serie Terra amara (Bir Zamanlar Çukurova).

## Biografia
Serpil Bodrumlu è nata il 19 maggio 1944 sull'isola di Rodi (Grecia) ed è sposata con Uygur Tamur.

## Carriera
Serpil si è diplomata nel 1963 presso il conservatorio statale di Ankara ed è entrata a far parte della direzione generale dei teatri di stato. Successivamente dallo stesso anno ha iniziato a lavorare come artista presso il teatro di stato ed ha preso parte a più di quaranta opere teatrali e ha messo in scena tre opere teatrali. Nel 1989 ha ricoperto il ruolo di Zulal'in Teyzesi nella miniserie Samanyolu. Ha recitato in film come nel 1990 in Ask Filmlerinin Unutulmaz Yönetmeni (nel ruolo di Betül) e nel 2007 in Amerikalilar Karadeniz'de 2 (nel ruolo di Nine). Nel 1993 ha recitato nella serie Tanri misafiri. Nel 1996 ha recitato nella miniserie Bizim Aile. Nel 1998 ha recitato nella serie Ah bir zengin olsam. Nel 2000 ha preso parte al cast del film televisivo Mert Ali 1 diretto da Oguz Yalçin. Nel 2002 ha recitato nella miniserie Unutma beni. Dal 2003 al 2005 ha ricoperto il ruolo di Nazife Candan nella serie Kurtlar Vadisi. Nel 2004 ha interpretato il ruolo di Fatma Ana nella serie Askimizda ölüm var. Nel 2005 ha preso parte al cast della serie Nehir, nel ruolo di Sultan. L'anno successivo, nel 2006, ha recitato nella miniserie Bebegim. Nel 2007 ha interpretato il ruolo di Nazife Candan nella serie Kurtlar Vadisi: Terör. Dal 2007 al 2015 è stata scelta per interpretare il ruolo di Nazife Candan / Nazife Anne nella serie Kurtlar Vadisi: Pusu. Nello stesso ha ricoperto il ruolo di Cennet nella serie Zeliha'nin Gözleri. Dal 2018 al 2022 ha riscosso successo con il ruolo di Azize "Haminne" Saraçoğlu nella serie in onda su ATV Terra amara (Bir Zamanlar Çukurova). Nel 2023 ha ricoperto il ruolo di Nazife Anne nella serie Kurtlar Vadisi.

## Filmografia

### Cinema
- Ask Filmlerinin Unutulmaz Yönetmeni, regia di Yavuz Turgul (1990)
- Amerikalilar Karadeniz'de 2, regia di Kartal Tibet (2007)

### Televisione
- Samanyolu – miniserie TV (1989)
- Tanri misafiri – serie TV (1993)
- Bizim Aile – miniserie TV, 1 episodio (1996)
- Ah bir zengin olsam – serie TV (1998)
- Mert Ali 1, regia di Oguz Yalçin – film TV (2000)
- Unutma beni – miniserie TV, 3 episodi (2002)
- Kurtlar Vadisi – serie TV, 82 episodi (2003-2005)
- Askimizda ölüm var – serie TV, 4 episodi (2004)
- Nehir – serie TV, 4 episodi (2005)
- Bebegim – miniserie TV, 3 episodi (2006)
- Kurtlar Vadisi: Terör – serie TV, 2 episodi (2007)
- Zeliha'nin Gözleri – serie TV (2007)
- Kurtlar Vadisi: Pusu – serie TV, 244 episodi (2007-2015)
- Terra amara (Bir Zamanlar Çukurova) – serie TV, 141 episodi (2018-2022)
- Kurtlar Vadisi – serie TV (2023)

## Teatro

### Attrice
- Ayakta Durmak İstiyorum, diretto da Tarık Buğra, presso il teatro statale di Ankara (1970)
- İstanbul Efendisi, diretto da Musahipzade Celal, presso il teatro statale di Ankara (1973)
- John Gabriel Borkman, diretto da Henrik Ibsen, presso il teatro statale di Ankara (1975)
- Koca Sinan, diretto da Fazıl Hayati Çorbacıoğlu, presso il teatro statale di Ankara (1975)
- Kadife Çiçekleri, diretto da Paul Zindel, presso il teatro statale Istanbul (1979)
- Akümülatörlü Radyo, diretto da Tarık Buğra, presso il teatro statale di Istanbul (1980)
- Beyaz At, diretto da Henrik Ibsen, presso il teatro statale di Istanbul (1982)
- Mkado'nun Çöpleri, diretto da Melih Cevdet Anday, presso il teatro statale di Istanbul (1983)
- Gül Satardı Melek Hanım, diretto da Dinçer Sümer, presso il teatro statale di Istanbul (1985)
- Dört Kız Kardeş, diretto da Michel Tremblay, presso il teatro statale di Istanbul (1987)
- Bebek Uykusu, diretto da Kenan Işık, presso il teatro statale di Istanbul (1988)
- Damdaki Kemancı di Joseph Stein, presso il teatro statale di Istanbul (1988)
- Ballar Balını Buldum di Yunus Emre, diretto da Nezihe Araz, presso il teatro statale di Istanbul (1989)
- Ahmetlerim di Necati Cumalı, presso il teatro statale di Istanbul (1990)
- Yedi Kadın, diretto da Barbara Schottenfeld, presso il teatro statale di Istanbul (1992)
- Cadı Kazanı di Arthur Miller, presso il teatro statale di Istanbul (1994)
- Kuvayi Milliye Destanı di Nâzım Hikmet, presso il teatro statale di Istanbul (1997)
- Kanlı Düğün di Federico Garcia Lorca, presso il teatro statale di Istanbul (1999)
- Annemin Cesareti di George Tabori, presso il teatro statale di Istanbul (2009)

### Regista
- Hüzzam, diretto da Dinçer Sümer, presso il teatro statale di Istanbul (1984)
- Sekiz Kadın, diretto da Robert Thomas, presso il teatro statale di Istanbul (1996)
- Kaktüs Çiçeği, diretto da Pierre Barillet / Jean-Pierre Gredy, presso il teatro statale di Istanbul (2001)
- İki Çarpı İki, diretto da Behiç Ak, presso il teatro statale di Istanbul (2009)
- Kadın Sığınağı, diretto da Tuncer Cücenoğlu, presso il teatro statale di Istanbul (2010)

## Doppiatrici italiane
Nelle versioni in italiano dei suoi film e delle sue serie TV, Serpil Tamur è stata doppiata da:
- Mirta Pepe[15] in Terra amara[16]